# Liste der Naturdenkmale in Burgdorf (Region Hannover)
Die Liste der Naturdenkmale in Burgdorf nennt die Naturdenkmale in Burgdorf in der Region Hannover in Niedersachsen.

## Naturdenkmale
Im Gebiet der Stadt Burgdorf sind 5 Naturdenkmale verzeichnet.
| Bild            | Bezeichnung                 | Ort, Lage                                                                | Beschreibung | Schutzzweck | Nummer   |
| --------------- | --------------------------- | ------------------------------------------------------------------------ | --- | ----------- | -------- |
| Fotos hochladen | Flaatbruch                  | Otze (52° 30′ 20,5″ N, 10° 2′ 10,7″ O)                                   | Der Niedermoorrest wurde zum Schutz sehr selten gewordener Pflanzengesellschaften als Naturdenkmal ausgewiesen. Er ist inmitten der Feldflur von besonderer Eigenart. Das Niedermoor in der Feldmark von Otze wird durch eine Baumreihe begrenzt; durch die Lücken sieht man die umgebenden Felder. |             | ND-H 042 |
| Fotos hochladen | 14 Eichen am „Großen Stern“ | Burgdorf (52° 25′ 59,1″ N, 10° 4′ 14,8″ O)                               | Die Baumgruppe am „Großen Stern“ wurde wegen ihrer Seltenheit und Eigenart unter Schutz gestellt. Sie hat zudem große Bedeutung für die Heimatkunde. Beim „Großen Stern“ handelt es sich um einen historischen Ort, der durch die kreisförmige Anpflanzung von Eichen besonders hervorgehoben wurde. So war er im 17./18. Jahrhundert der Ausgangspunkt für die großen Parforcejagden der Celler Herzöge. Er stellt noch heute einen markanten Grenzpunkt dar. In der Mitte des Rings liegt der sogenannte „Urgestern“ dessen Ursprung jedoch nicht dokumentiert ist. |             | ND-H 060 |
| Fotos hochladen | Baumreihe mit 4 Robinien    | Ramlingen-Ehlershausen im Gehrbergsfeld (52° 31′ 0,6″ N, 9° 59′ 25,8″ O) | Die geschützte Baumreihe besteht aus 4 vitalen Einzelbäumen von arttypischem Wuchs. Sie stehen in gerader Ost-West-Ausrichtung auf einer kleinen Anhöhe, so dass ihr Erscheinungsbild in der ansonsten sehr kahlen Landschaft besonders auffällig ist. Aufgrund dieser Eigenart wurden sie zum Naturdenkmal erklärt. |             | ND-H 074 |
| Fotos hochladen | Nasswiese am Hechtgraben    | Otze (52° 28′ 39,6″ N, 10° 0′ 22,1″ O)                                   | Bei der Wiese am Hechtgraben handelt es sich um eine noch gut erhaltene Nasswiese auf anmoorigem Boden, die durch seltene Feuchtgrünlandgesellschaften mit anschließenden Hochstaudenfluren, Röhrichten, Seggenrieden und Erlenbruchwaldsaum charakterisiert wird. Schutzgründe sind ihre Seltenheit und Eigenart sowie ihre Bedeutung für die Wissenschaft |             | ND-H 161 |
| Fotos hochladen | Eiche in Schillerslage      | Schillerslage (52° 27′ 47,2″ N, 9° 57′ 45,7″ O)                          | Die Eiche wurde aufgrund ihres besonders gleichförmigen Wuchses und ihrer tief ansetzenden Krone unter Schutz gestellt. Der Baum ist aufgrund seiner Größe sehr auffällig und prägt den Ort Klein Schillerslage. Zudem hat die Eiche aufgrund ihres Alters eine große Bedeutung für Wissenschaft und Heimatkunde. |             | ND-H 170 |

## Ehemalige Naturdenkmale
Seit dem Jahr 2001 wurde der Schutz für drei Naturdenkmale in Burgdorf aufgehoben.
| Bild            | Bezeichnung   | Ort, Lage                                                                                   | Beschreibung | Schutzzweck     | Nummer   |
| --------------- | ------------- | ------------------------------------------------------------------------------------------- | --- | --------------- | -------- |
| BW              | Eichenhain    | Dachtmissen (52° 27′ 57,6″ N, 10° 2′ 56,4″ O)                                               | Bäume liegen in Falltiefe neu erbauter Wohnhäuser. Stark veränderter Charakter vom Eichenhain zu reiner „Waldkulisse“. | ortsbildprägend | ND-H 040 |
| Fotos hochladen | Eichenhain    | Beinhorn (52° 26′ 30,4″ N, 9° 56′ 43″ O)                                                    | Der Eichenhain wurde wegen seiner Bedeutung für das Ortsbild von Beinhorn unter Schutz gestellt. Eichengruppen dieses Alters sind hier sehr selten und stellen deshalb etwas Besonderes dar. Der Schutz wurde 2020 aufgehoben, da der Bestand an Vitalität und Geschlossenheit verloren hatte und der ortsbildprägende Charakter durch Straßenausbau und Wohnbebauung in der Umgebung nicht mehr zutraf.                                                                                             |                 | ND-H 041 |
| Fotos hochladen | 2 Stieleichen | Burgdorf auf der östlichen Wegeecke gegenüber der Molkerei (52° 26′ 40,2″ N, 10° 0′ 5,4″ O) | Grund für die Unterschutzstellung beiden Eichen war deren schöner und stattlicher Wuchs sowie ihr Ansehen bei den Bewohnern dieses Stadtteils. Durch mehrere Rückschnitte der Kronen und erforderliche Sicherungssysteme in Krone und Stamm, besteht die hauptsächliche Schutzwürdigkeit der Bäume heute in ihrer Bedeutung für die Heimatkunde und der Prägung des Stadtbildes. 2012 wegen Pilzbefall aus Verkehrssicherungsgründen gefällt. Im Oktober 2016 aus dem Denkmalverzeichnis gestrichen. |                 | ND-H 061 |